# Giuseppe Giudice
Giuseppe Giudice (ur. 10 września 1956 w Sala Consilina) – włoski duchowny katolicki, biskup Nocera Inferiore-Sarno od 2011.

## Życiorys
Święcenia kapłańskie otrzymał 27 września 1986 i został inkardynowany do diecezji Teggiano-Policastro. Pracował głównie w parafiach diecezji, jednocześnie pełniąc funkcje m.in. sekretarza generalnego diecezjalnego synodu, asystenta Akcji Katolickiej oraz dyrektora kurialnego wydziału katechetycznego.
24 marca 2011 został mianowany biskupem Nocera Inferiore-Sarno. Sakry biskupiej udzielił mu 13 maja 2011 kard. Agostino Vallini.